# ニュルンベルク城
ニュルンベルク城（ドイツ語：Nürnberger Burg）は、ドイツ連邦共和国バイエルン州ニュルンベルク市のランドマークで、カイザーブルク（Kaiserburg、皇帝の城）と、ブルクグラーフェンブルク（Burggrafenburg、城伯の城）の2つの城からなる。
神聖ローマ帝国の皇帝は、一か所に留まらず居城を移しながら政治を行っていたが、1050年から1571年まで全ての皇帝が一度は居城としたのが、このカイザーブルク城である。この城は、神聖ローマ帝国のレガリア保管や、帝国議会の開催場所としても重要な位置を占めていた。
第二次世界大戦で、大きな損害を受けたが、破壊される以前の状態を再現する形で修繕されている。

## 概要
皇帝カール4世は、1356年にニュルンベルクで即位後第1回目の帝国議会をニュルンベルクで行う勅令を出し、この慣例は1543年まで続けられた。1423年9月29日に、皇帝ジギスムントが、それまで皇帝が持ち歩いていたりして特定の場所に保管されていなかった、即位用のレガリアをニュルンベルク市に永久保管することとした。
以上のように、この城は市壁とともに、ヨーロッパで最も畏敬を持たれる中世の要塞の1つと考えられている。この城は、神聖ローマ帝国の権威と品位、そしてニュルンベルク市が神聖ローマ帝国の帝都（en）として特に重要な役割を持っていたことを示している。

## 現在
城はバイエルン州が所有し、バイエルン州宮殿・庭園・湖管理局によって運営されている。
- 音楽イベントや自転車競技などの各種イベント会場として利用されている[10]。
- カイザーブルクは博物館となっている。
- ジンヴェル塔（ジンヴェルトゥルム）は展望台となっている。
- Reichsstädtische Bautenはユースホステルとして利用されている。